# Dworkino
Dworkino (russisch Дворкино, deutsch Friedenberg) ist ein Ort in der russischen Oblast Kaliningrad (Gebiet Königsberg (Preußen)). Er liegt im Rajon Prawdinsk (Kreis Friedland (Ostpr.)) und gehört zur Prawdinskoje gorodskoje posselenije (Stadtgemeinde Prawdinsk (Friedland)).

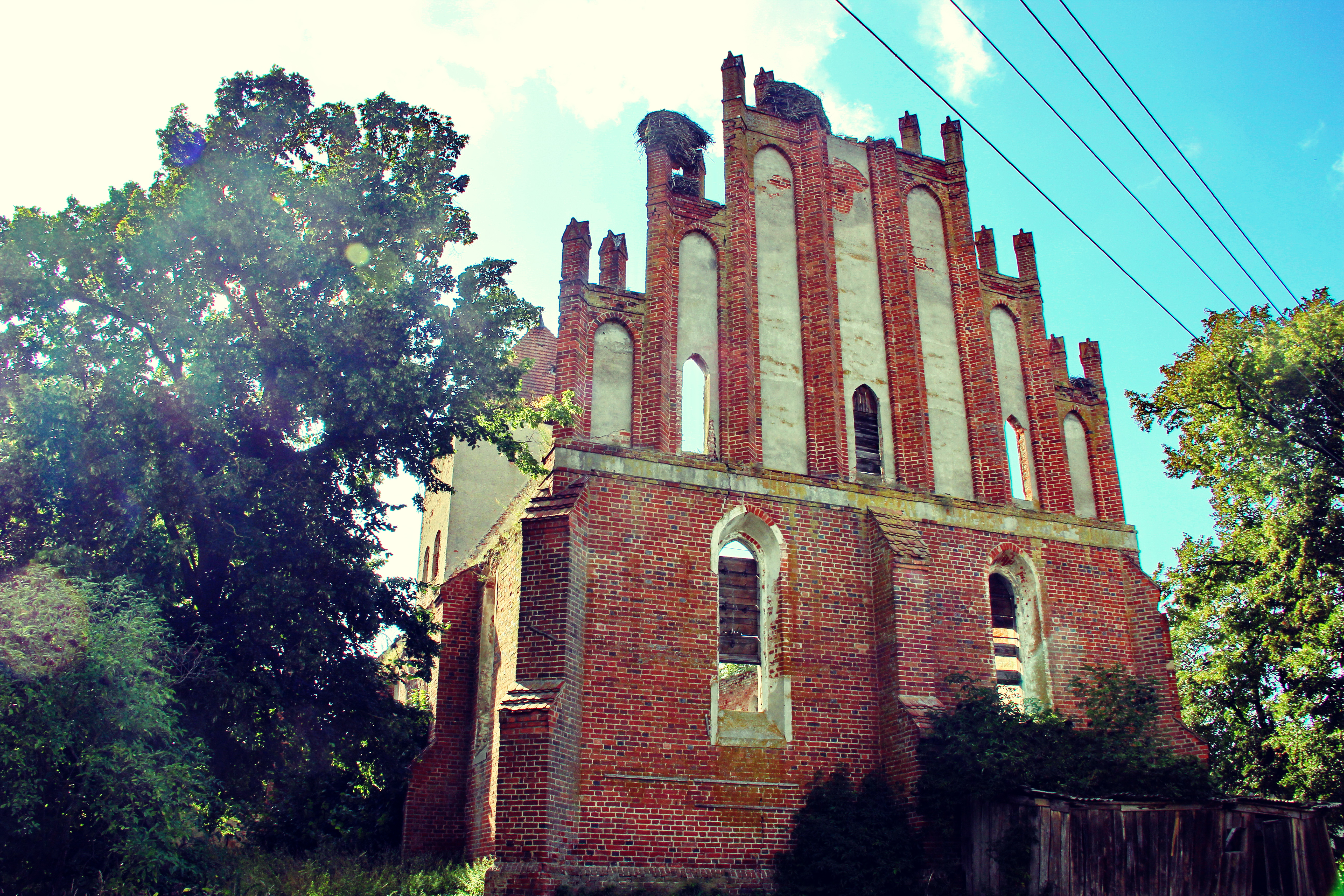
Ruine der Friedenberger Kirche

## Geographische Lage
Die Ortschaft liegt in der historischen Region Ostpreußen, etwa zwölf Kilometer südsüdöstlich der
Stadt Prawdinsk (Friedland in Ostpreußen) und 14 Kilometer westlich der früheren Kreisstadt Schelesnodoroschny (Gerdauen).

## Geschichte
Das Dorf Friedenberg entstand nach 1376 im Deutschordensstaat auf dem Landbesitz des Ritters Hans Traupe, der ihn für Kolonisationszwecke aufbereitete.  Nach 1466 gelangte Friedenberg an die Familie von Merklichenrode, gefolgt von dem Rehdener Starost Felix von Damarau und dem Kanzler Johann von Kreytzen. Schließlich kam Friedenberg durch Heirat in den Besitz der Familie Schack von Wittenau, die auch die nächsten Jahrhunderte die Geschicke des Dorfes bestimmte. Im Jahr 1785 wird Friedenberg als ein adliges Vorwerk mit einer Kirche, einer Mühle und 35 Feuerstellen (Haushaltungen) beschrieben.
Ab 1874 gehörte Friedenberg zum damals neu errichteten Amtsbezirk Schakenhof (russisch: Trostniki) im Landkreis Gerdauen im Regierungsbezirk Königsberg der preußischen Provinz Ostpreußen.
Im Jahre 1910 zählte Friedenberg 252 Einwohner. In dieser Zeit erwarb Lothar von Kalckstein Schakenhof mit Friedenberg, das inzwischen ein Vorwerk von Schakenhof geworden war. Er erließ hier ein schlichtes Gutshaus errichten.
1933 wohnten in Friedenberg 395 Menschen, 1939 waren es 383. Letzter Besitzer auf Friedenberg war Heinz Bötticher von 1938 bis 1945, der zwar noch das Gutshaus umbauen ließ, im Januar 1945 aber seinen Besitz verlassen musste. Das Gutshaus blieb über 1945 hinaus erhalten.
Gegen Ende des Zweiten Weltkriegs wurde die Region im Frühjahr 1945 von der Roten Armee  besetzt. Nach Einstellung der Kampfhandlungen wurde Friedenberg zusammen mit der gesamten nördlichen Hälfte Ostpreußens von der Sowjetunion besatzungsrechtlich in eigene Verwaltung genommen.
1947 wurde der Ort in „Dworkino“ umbenannt. Bis 2009 war Dworkino innerhalb der seit 1991/92 russischen Oblast Kaliningrad in den Sewski sowjet (Dorfsowjet Sewskoje (Böttchersdorf)) eingegliedert. Danach kam die aufgrund einer Struktur- und Verwaltungsreform als „Siedlung“ (russisch: possjolok) eingestufte Ortschaft zur Prawdinskoje gorordskoje posselenije (Stadtgemeinde Prawdinsk (Friedland)) im Rajon Prawdinsk.

## Verkehr
Dworkino liegt südlich der russischen Fernstraße A 196 (ehemalige deutsche Reichsstraße 131) an einer Nebenstraße, die von der A 196 südwärts bis in das russisch-polnische Grenzgebiet führt und vor 1945 weiter bis nach Lindenau (heute polnisch: Lipica) verlief.
Vor 1945 war Schakenhof (heute russisch: Trostniki) die nächste Bahnstation an der Strecke von Königsberg (Kaliningrad) nach Angerburg (heute polnisch: Węgorzewo).

## Kirche

### Kirchengebäude
Die 1376 erbaute Ordenskirche gehörte zu zehn Wehrkirchen, die der Deutsche Orden auf der Linie Friedland (Prawdinsk) – Schippenbeil  im Abstand von etwa vier Kilometern errichtete, um sich der Prußen und Litauer zu erwehren.
1722 wurde das Gotteshaus bei einem Gewitter nahezu vollständig zerstört, 1731 durch das Patronat aber in den alten Mauern wieder aufgebaut.  Der um 1890 vorhandene Turm hatte im Erdgeschoss eine Mauerstärke von 2,6 m, mehrere Geschosse, war 120 Fuß (≈ 37 m) hoch, mit einem vierseitigen Zeltdach abgeschlossen und trug zwei Glocken. Das Dach des Turms muss vor der Zerstörung 1722 eine andere Gestalt gehabt haben. Das Kirchengebäude ist heute eine Ruine.

### Kirchengemeinde
Friedenberg war schon in vorreformatorischer Zeit Pfarrdorf mit einem weitflächigen Kirchspiel. Die Reformation hielt recht früh hier Einzug. Zunächst zur Inspektion Rastenburg (heute polnisch: Kętrzyn) gehörig, kam das Kirchspiel dann bis 1945 zum Kirchenkreis Gerdauen in der Kirchenprovinz Ostpreußen der Kirche der Altpreußischen Union.
Während der Zeit der Sowjetunion war kirchliches Leben untersagt. Erst in den 1990er Jahren bildeten sich in der Oblast Kaliningrad neue Gemeinden, die Dworkino am nächsten liegende ist die in Prawdinsk (Friedland), Filialgemeinde der Kaliningrader Auferstehungskirche, die zur ebenfalls neu gegründeten Propstei Kaliningrad der Evangelisch-Lutherischen Kirche Europäisches Russland (ELKER) gehört.

### Kirchspielorte
Zum Kirchspiel Friedenberg gehörten bis 1945 drei Gemeinden mit dazugehörigen Ortsteilen bzw. Wohnplätzen, von denen einige heute auf polnischem Staatsgebiet liegen:
| Name (bis 1946) | Heutiger Name/Land |
| --------------- | ------------------ |
| Amma            | --/RUS             |
| Braktin         | --/PL              |
| Friedenberg     | Dworkino/RUS       |
| Grüneberg       | Klenowoje/RUS      |
| Heinrichshof    | --/RUS             |
| Klein Rädtkeim  | Karelskoje/RUS     |
| Mehleden        | Melejdy/PL         |
| Rädtkeim        | --/RUS             |
| Rosenberg       | Sopkino/RUS        |
| Schakenhof      | Trostniki/RUS      |
| Sophienberg     | Djatlowo/RUS       |

### Pfarrer
Von der Reformation bis zum Jahre 1945 amtierten in Friedenberg als evangelische Geistliche
| - Michael Thiel, 1549/1550 - Albrecht Röder, 1558 - Nicolaus Ebert, 1594/1595 - Matthäus Holtz, vor 1598 - Ignatius Treppenhauer, bis 1632 - Daniel Jeschke, bis 1666 - Johann Masecovius, bis 1707 - Jacob Keber, 1705–1757 - Carl Gotthard Mertens, 1756–1788 - Johann Friedrich Joop, 1789–1806 | - Ernst Friedrich Görcke, ab 1806 - Heinrich K. Moritz Kuhn, 1832–1888 - Ewald Ernst Edelhoff, 1888–1896 - Johann Emil Hoffmann, 1896–1903 - Ernst Otto Philipp Passauer, 1906–1912 - Otto Herbert Jablonowski, 1913–1914 - Rudolf Stern, 1915–1919 - Willy Schack, 1919–1926 - Emil Walther, 1927–1940 - Werner Doebel, 1943–1945 |

## Schule
Zwischen 1735 und 1945 hatte Friedenberg eine eigene zweiklassige Schule.